# Козин, Владимир Романович
Влади́мир Рома́нович Ко́зин (1898—1967) — русский советский писатель, очеркист, драматург, зоотехник-овцевод.

## Биография
Окончил Бакинскую первую мужскую гимназию. Первый очерк напечатал 14 апреля 1917 года в газете «Вестник Совета ученических депутатов в г. Баку». Осенью 1918 года поступил в Астраханский университет.
Летом 1920 года добровольно вступил в Красную армию, участвовал в боевых действиях на юге Украины.
В 1922—1923 годах в бакинском журнале «Студенческая жизнь» напечатал новеллы «Английская булавка» и «Верблюжья шея», в 1925—1926 годах писал одноактные пьесы для студенческого театра.
По окончании сельскохозяйственного факультета Азербайджанского политехнического института (1927) работал зоотехником-овцеводом в Азербайджане и на Северном Кавказе, затем в Туркмении, где специализировался в области каракулеводства.
В сборниках «Солнце Лебаба» (1930) и «Цвет пустыни» (1932) художественный очерк с его документальностью, узкими рамками места и времени действия постепенно перерастает в свободный рассказ, который становится для Козина основным жанром.
С 1932 года жил в Москве, работая исключительно в области художественной прозы.
В цикле «Рассказы о просторе» (вошли в сборники «Путешествие за стадом», 1938) и «Повесть многих лет» (1940)) Козин находит свою тему: спокойно и неторопливо повествует о будничной на первый взгляд, простой и однообразной жизни обитателей пустыни. Его герои — пастухи, рабочие овцеводческого совхоза, зоотехники, студенты-практиканты. Лишь постепенно за суровой сдержанностью и лаконизмом рассказа раскрывается драматическая, а порой и трагическая тема мужественной борьбы за жизнь, упорного стремления человека к счастью.
В годы Великой Отечественной войны был в Подмосковье — в гвардейских кавалерийских частях, в Киеве, Одессе, на Дунае — в составе Дунайской флотилии. Военная тема, появившаяся в рассказах Козина («Ловкий Артём», 1943; «Горы и ночь», 1944), после войны вновь уступает место теме борьбы человека с природой.
Урна с прахом захоронена в колумбарии Донского кладбища.

## Сочинения
- Взволнованная страна, Ашхабад, 1933;
- Вожак, М., 1933;
- Солдатский театр, М., 1939;
- Конские сады, М., 1946;
- Рассказы, М., 1954;
- Оазис, М., 1957.